# Оинкан Брейтуей
Оинкан Брейтуей (на английски: Oyinkan Braithwaite) е нигерийска писателка, авторка на произведения в жанра трилър.

## Биография и творчество
Оинкан Брейтуей е родена на 21 март 1988 г. в Лагос, Нигерия. Прекарва по-голямата част от детството си във Великобритания, когато семейството ѝ се мести в Саутгейт в северен Лондон. В Лондон завършва основното си образование, след което се връща в Лагос. След завършване на средното си образование следва право и творческо писане в университета на Съри и в университета Кингстън.
След дипломирането си се връща в Лагос през 2012 г. Работи като помощник-редактор в нигерийското издателство Kachifo и като мениджър на продукция на образователната и развлекателна компания Ajapa World, след което минава на свободна практика като писател и редактор. Публикува разкази в различни антологии. През 2014 г. е включена в списъка на десетте най-добри рецитатори в Eko Poetry Slam.
Дебютният ѝ роман „Сестра ми, сериен убиец“ е издаден през 2018 г. Главната героиня Кореде е помолена от по-малката си сестра Айюла да ѝ помогне в прикриването на извършено от нея убийство на последния ѝ приятел. Кореде е раздвоена между лоялността към семейството и истината, след като и тя е била влюбена в жертвата. Трилърът, черна комедия с криминален сюжет, е номиниран за престижната литературна награда „Букър" и други награди, и получава наградата „Едгар“ и британската литературната награда за книга за най-добър криминален роман и трилър на годината.
През 2020 г. е издаден романът ѝ „Съкровище“ (Treasure) от поредицата „Чест“, който третира темата за илюзорния свят на инфлуенсърите и опасната пристрастеност на феновете към тяхната личност. В психологическия трилър „Бебето е мое“ (The Baby Is Mine) от 2021 г. главният герой, попаднал в затворения Лагос по време на пандемията, е изправен пред дилемата чие е детето, което две жени твърдят, че е тяхно.
През 2020 г. се омъжва за илюстратора Темедайо Одунлами.
Оинкан Брейтуей живее със семейството си в Лагос.

## Произведения

### Самостоятелни романи
- My Sister, the Serial Killer (2018)[1][2][3][3]
Сестра ми, сериен убиец, изд.: ИК „Прозорец“, София (2019), прев. Ирина Манушева

### Участие в общи серии с други писатели

#### Серия „Чест“ (Hush)
2. Treasure (2020)
от серията има още 5 романа от различни автори

#### Серия „Бързо четене 2021“ (Quick Reads 2021)
- The Baby Is Mine (2021)[1]

от серията има още 4 романа от различни автори

### Сборници
- The Driver (2010)